# Приморац, Зоран
Зоран Приморац (хорв. Zoran Primorac; род. 10 мая 1969, Задар) — югославский и хорватский игрок в настольный теннис, многократный призёр чемпионатов мира и Европы, двукратный чемпион Европы, серебряный призёр Олимпийских игр.
Зоран Приморац родился в 1969 году в городе Задар (СФРЮ). В 1988 году, выступая ещё за команду Югославии, завоевал на Олимпийских играх серебряную медаль в парном разряде (вместе с Ильёй Лупулеску). С 1993 года представляет на международных соревнованиях Хорватию.
Участник 7 подряд летних Олимпиад (1988—2012). Приморац — один из пяти игроков в истории настольного тенниса, который принимал участие в семи летних ОИ. В возрасте 43 лет квалифицировался по рейтингу для участия в Олимпийских играх 2012 года и выступил в Лондоне.